# 布沃朗
布沃朗（法語：Bouverans，法語發音：[buvʁɑ̃]）是法国杜省的一个市镇，位于该省南部，属于蓬塔利耶区。

## 地理
布沃朗（46°51'12"N, 6°12'29"E）面积18.17 平方千米，位于法国勃艮第-弗朗什-孔泰大區杜省，该省份为法国东部内陆省份，北起上索恩省，西接汝拉省，东部及东南部与瑞士接壤，东北部与贝尔福地区省接壤。
与布沃朗接壤的市镇（或旧市镇、城区）包括：栋皮埃尔莱蒂约勒、拉普拉内、拉里维耶尔德吕容、沃和尚特格吕。

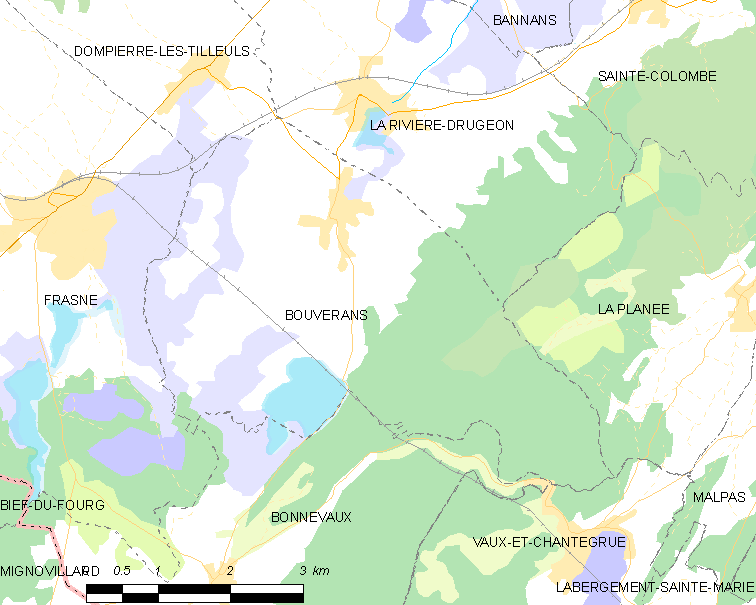
布沃朗的OSM定位图

布沃朗的时区为UTC+01:00、UTC+02:00（夏令时）。

## 行政
布沃朗的邮政编码为25560，INSEE市镇编码为25085。

## 政治
布沃朗所属的省级选区为弗拉讷县。

## 人口

1962-2008年间布沃朗人口变化图示

布沃朗于2022年1月1日时的人口数量为441人。